# Takahiro Shikine
Takahiro Shikine (敷根 崇裕, Shikine Takahiro, Oita, 7 de dezembro de 1997) é um esgrimista japonês, campeão olímpico.

## Carreira
Ele começou a esgrima quando estava no jardim de infância devido à influência de seu pai, Yuichi, que era esgrimista. Em novembro de 2015, durante seu terceiro ano na Toa Gakuen High School, ele fez sua estreia na seleção japonesa na Copa do Mundo de Esgrima como membro da equipe masculina de florete. No ano seguinte, em 2016, ingressou na Faculdade de Direito da Universidade Hosei.
Nos Jogos Olímpicos de Verão de 2024, em Paris, conquistou a medalha de ouro na disputa de florete por equipes ao lado de Kyosuke Matsuyama, Kazuki Iimura e Yudai Nagano.